# Rey Vargas
Rey Geovani Vargas Roldán (Otumba, Estado de México, 25 de noviembre de 1990), conocido como Rey Vargas, es un boxeador que es campeón mundial de boxeo de peso supergallo. Logró el título otorgado por el Consejo Mundial de Boxeo al vencer al británico Gavin McDonnell en el año 2017 en Hull, Inglaterra. Logró su título.

## Récord profesional
| 36 Ganadas (22 Knockouts,14 decisiones), 1 Derrota, 1 Empate |        |                        |      |              |            |                                                                |                                                                        |
| Res.                                                         | Récord | Oponente               | Tipo | Rd., Tiempo  | Datos      | Localidad                                                      | Notas                                                                  |
| E                                                            | 36–1–1 | Nick Ball              | SD   | 12           | 08/03/2024 | Kingdom Arena, Riyadh, Arabia Saudita                          | Retiene el título mundial de peso pluma de la WBC                      |
| D                                                            | 36–1   | O'Shaquie Foster       | UD   | 12           | 11/02/2023 | Alamodome, San Antonio                                         | Por el título mundial vacante de peso superpluma de la WBC             |
| G                                                            | 36-0   | Mark Magsayo           | SD   | 12           | 09/07/2022 | Alamodome, San Antonio                                         | Ganó el título mundial de peso pluma de la WBC                         |
| G                                                            | 35-0   | Leonardo Báez          | UD   | 10           | 06/11/2021 | MGM Grand, Grand Garden Arena, Las Vegas                       |                                                                        |
| G                                                            | 34-0   | Tomoki Kameda          | UD   | 12           | 13/07/2019 | Dignity Health Sports Park, Carson                             | Retiene el título mundial del WBC del peso supergallo.                 |
| G                                                            | 33-0   | Franklin Manzanilla    | UD   | 12           | 09/02/2019 | Fantasy Springs Casino, Indio                                  | Retiene el título mundial del WBC del peso supergallo.                 |
| G                                                            | 32-0   | Azat Hovhannisyan      | UD   | 12           | 12/05/2018 | Turning Stone Resort & Casino, Verona                          | Retiene el título WBC del peso super gallo                             |
| G                                                            | 31–0   | Óscar Negrete          | UD   | 12           | 02/12/2017 | Madison Square Garden, Nueva York                              | Retiene el título WBC del peso super gallo                             |
| G                                                            | 30–0   | Ronny Ríos             | UD   | 12           | 26/08/2017 | StubHub Center, Carson, California, U.S.                       | Retiene el título WBC del peso super gallo                             |
| G                                                            | 29–0   | Gavin McDonnell        | MD   | 12           | 25/02/2017 | Ice Arena, Kingston Upon Hull, UK                              | Gana el título vacante WBC del peso super gallo                        |
| G                                                            | 28–0   | Alexander Muñoz        | TKO  | 5 (12), 2:22 | 03/09/2016 | Deportivo Zaragoza, Atizapán, México                           | Gana el título vacante WBC International Silver del peso super gallo   |
| G                                                            | 27–0   | Alexis Kabore          | UD   | 12           | 11/06/2016 | Arena Coliseo, CDMX, México                                    |                                                                        |
| G                                                            | 26–0   | Christian Esquivel     | TKO  | 3 (8), 1:01  | 27/02/2016 | Honda Center, Anaheim, California, U.S.                        |                                                                        |
| G                                                            | 25–0   | Lucián González        | UD   | 8            | 05/09/2015 | Feria de San Isidro, Metepec, México                           |                                                                        |
| G                                                            | 24–0   | Eduardo Mancito        | UD   | 10           | 23/05/2015 | Feria de San Isidro, Metepec, México                           |                                                                        |
| G                                                            | 23–0   | Néstor Panigua         | TKO  | 2 (12), 1:17 | 24/01/2015 | Centro de Convenciones, Ixtapa, México                         | Gana el título vacante WBC International Silver del peso super gallo   |
| G                                                            | 22–0   | Sylvester López        | TKO  | 8 (12), 2:12 | 01/11/2014 | Arena Coliseo, CDMX, México                                    | Retiene el título WBC Youth Silver del peso super gallo                |
| G                                                            | 21–0   | Daniel Ferreras        | TKO  | 2 (10)       | 23/08/2014 | Convention Center Surman Villa de las Flores, Coacalco, México | Retiene el título WBC Youth Silver del peso super gallo                |
| G                                                            | 20–0   | Vergel Nebran          | TKO  | 6 (10), 2:34 | 14/06/2014 | Explanada Municipal, Tlalnepantla, México                      | Retiene el título WBC Youth Silver del peso super gallo                |
| G                                                            | 19–0   | Sylvester López        | RTD  | 7 (10)       | 15/03/2014 | Estadio de Béisbol, Cabo San Lucas, México                     |                                                                        |
| G                                                            | 18–0   | Ernie Sánchez          | UD   | 10           | 21/12/2013 | Gimnasio Rodrigo M. Quevedo, Chihuahua, México                 | Retiene el título WBC Youth Silver del peso super gallo                |
| G                                                            | 17–0   | Yuki Murai             | UD   | 10           | 26/10/2013 | Deportivo Agustín Ramos Millán, Toluca, México                 | Gana el vacante título WBC Youth Silver del peso super gallo           |
| G                                                            | 16–0   | Juanito Rubillar       | KO   | 4 (8), 2:58  | 24/08/2013 | StubHub Center , Carson, California , U.S.                     |                                                                        |
| G                                                            | 15–0   | Cecilio Santos         | KO   | 2 (10)       | 08/06/2013 | Monumental Villa Charra, Tijuana, México                       |                                                                        |
| G                                                            | 14–0   | Seizo Kono             | TKO  | 3 (10), 2:22 | 27/04/2013 | Arena México, CDMX, México                                     | Gana el vacante título WBC Youth Intercontinental del peso super gallo |
| G                                                            | 13–0   | Marcos Cárdenas        | TKO  | 5 (8), 1:41  | 22/12/2012 | Auditorio Bicentenario, Morelia, México                        |                                                                        |
| G                                                            | 12–0   | Luis Lugo              | TKO  | 5 (10), 2:47 | 02/06/2012 | Coliseo Olímpico de la UdeG, Guadalajara, México               |                                                                        |
| G                                                            | 11–0   | Gabriel Aguillón       | TKO  | 1 (10), 1:17 | 25/02/2012 | Coliseo Olímpico de la UdeG, Guadalajara, México               | Gana el vacante título IBF Youth del peso super gallo                  |
| G                                                            | 10–0   | René Vázquez           | TKO  | 2 (6), 0:26  | 23/07/2011 | Coliseo Olímpico de la UdeG, Guadalajara, México               |                                                                        |
| G                                                            | 9–0    | Jorge Morales          | TKO  | 2 (6)        | 25/03/2011 | Arena Jalisco, Guadalajara, México                             |                                                                        |
| G                                                            | 8–0    | Mario Alberto García   | TKO  | 3 (8), 2:22  | 26/02/2011 | Poliforum Zamna, Mérida, México                                |                                                                        |
| G                                                            | 7–0    | Jesús Santillán        | TKO  | 7 (8)        | 22/01/2011 | Arena Neza, Ciudad Nezahualcóyotl, México                      |                                                                        |
| G                                                            | 6–0    | Jorge Otocani Reynoso  | TKO  | 1 (6), 2:07  | 06/11/2010 | Poliforum Zamna, Mérida, México                                |                                                                        |
| G                                                            | 5–0    | Fabián Ruiz            | KO   | 1 (6), 2:23  | 02/10/2010 | Coliseo Olímpico de la UdeG, Guadalajara, México               |                                                                        |
| G                                                            | 4–0    | José Luis Medellín     | TKO  | 2 (4)        | 04/09/2010 | Arena Solidaridad, Monterrey, México                           |                                                                        |
| G                                                            | 3–0    | Juan Antonio Duque     | TKO  | 2 (4)        | 21/08/2010 | Arena Jalisco, Guadalajara, México                             |                                                                        |
| G                                                            | 2–0    | Héctor Esnar Bobadilla | UD   | 4            | 29/05/2010 | Arena Tecate, Guadalajara, México                              |                                                                        |
| G                                                            | 1–0    | Claudio Palacios       | KO   | 1 (4)        | 10/04/2010 | Palenque de la Feria, Durango, México                          |                                                                        |